# Oxira innocua
Oxira innocua là một loài bướm đêm trong họ Noctuidae.